# Elecciones generales de Bolivia de 1956
La elección presidencial de 1956 fue la primera elección boliviana con sufragio universal, resultando vencedor Hernán Siles Zuazo con un 82% de los votos.

## Resultados
|                                 |                                                   |                                        |           |        |           |           |
| Candidato                       | Candidato                                         | Partido                                | Votos     | %      | Diputados | Senadores |
|                                 | Hernán Siles Zuazo Ñuflo Chávez Ortiz             | Movimiento Nacionalista Revolucionario | 786 729   | 84,43  | 61        | 18        |
|                                 | Óscar Únzaga de la Vega Mario Gutiérrez Gutiérrez | Falange Socialista Boliviana           | 130 494   | 14,00  | 7         | 0         |
|                                 | Felipe Iñíguez Medrano Jesús Lara                 | Partido Comunista de Bolivia           | 12 273    | 1,32   | 0         | 0         |
|                                 | Hugo Gonzáles Moscoso Fernando Bravo              | Partido Obrero Revolucionario          | 2329      | 0,25   | 0         | 0         |
| Votos válidos                   | Votos válidos                                     | Votos válidos                          | 931 825   | 83,27  | –         | –         |
| Votos en blanco                 | Votos en blanco                                   | Votos en blanco                        | 133 014   | 1,36   | –         | –         |
| Votos nulos                     | Votos nulos                                       | Votos nulos                            | 10 510    | 1,10   | –         | –         |
| Total de votos emitidos         | Total de votos emitidos                           | Total de votos emitidos                | 955 349   | 85,37  | 68        | 18        |
| Inscritos                       | Inscritos                                         | Inscritos                              | 1 119 047 | 100,00 | –         | –         |
| Abstención                      | Abstención                                        | Abstención                             | 163 698   | 14,63  | –         | –         |
| Fuente: Hofmeister y Bamberger. |                                                   |                                        |           |        |           |           |